# KDDI
KDDI Corporation (Borsa di Tokyo: 9433 ) è un operatore telefonico giapponese nato dall'unione di DDI (Daini-Denden Inc.), KDD (Kokusai Denshin Denwa), e IDO Corp. È il secondo per dimensione in Giappone preceduto da NTT e seguito da Vodafone Japan.
KDDI offre servizi di telefonia mobile usando sia il marchio au che Tu-Ka, il marchio DION come rete ISP; offre inoltre servizi di voce internazionale e di trasmissione dati in fibra ottica e servizi di banda larga ADSL e Voip sotto il marchio Metal Plus.
Il 1º aprile del 2002 lancia la sua rete 3G con tecnologia cdma2000.
Il 28 novembre 2003 lancia il servizio EV-DO-au/KDDI.
Nel dicembre 2004 rende disponibile il servizio di scaricamento musicale Chaku Uta Full.